# Fédération française de basket-ball
La Fédération française de basketball (FFBB) est une association loi de 1901, fondée en 1932, chargée d'organiser, de diriger et de développer le basket-ball en France, d'orienter et de contrôler l'activité de toutes les associations ou unions d'associations s'intéressant à la pratique du basket-ball.
La FFBB représente le basket-ball auprès des pouvoirs publics ainsi qu'auprès des organismes sportifs nationaux et internationaux et, à ce titre, la France dans les compétitions internationales. Elle défend également les intérêts moraux et matériels du basket-ball français.
La Fédération a pour objectif l'accès de tous à la pratique du basket-ball et s'interdit toute forme de discrimination. Elle veille au respect de ces principes par ses membres, ainsi qu'au respect de la charte de déontologie du sport établie par le Comité national olympique et sportif français.
En 2015, le basket-ball est le deuxième sport collectif le plus pratiqué en France et le premier en nombre de femmes.

## Historique

### Les balbutiements (1920)
Le basket-ball est officiellement devenu un sport en France en 1920, il est alors sous l'égide de la Fédération française d'athlétisme. Ce sport prend rapidement de l'ampleur puisqu'en 1929 ladite fédération doit changer de nom pour devenir la « Fédération française d'athlétisme et de basket-ball ». Mais l'apparition de la FIBA (1932) ainsi que le développement constant de la place du basket-ball en France pousse à la séparation d'avec l'athlétisme. C'est ainsi que le 25 juin 1932 une nouvelle entité, la Fédération française de basket-ball, est créé au sein de la FFA. Une certaine autonomie lui est alors confiée. Un an plus tard, jour pour jour, la FFBB prend son indépendance par rapport à la FFA. L'occasion également de rejoindre, le 15 novembre, la Fédération internationale de basket-ball amateur.

### Les premières compétitions (1930-1940)

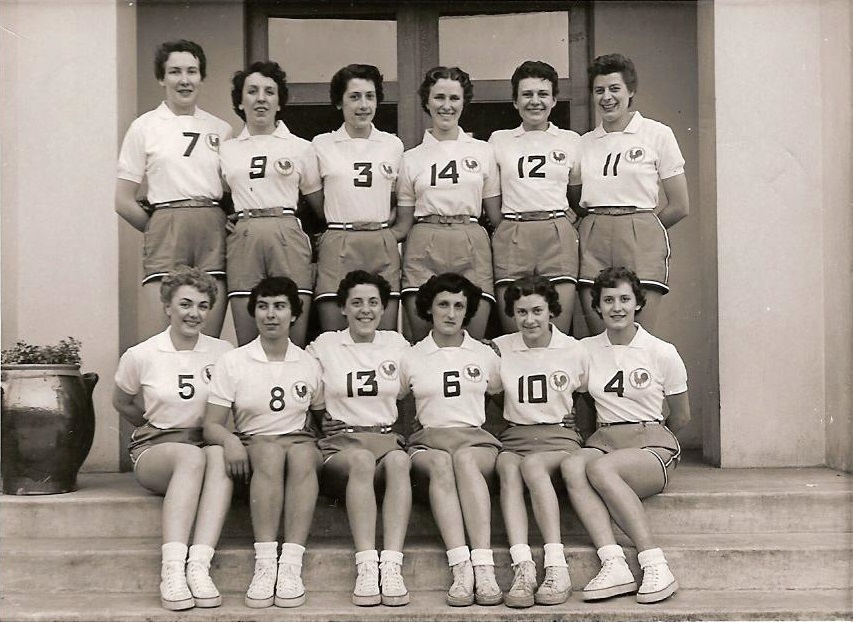
Équipe de France. À l'INSEP, au cours des préparations au premier Championnat du monde de basket-ball féminin 1953 à Santiago du Chili.

À l'image de beaucoup de sports en France, la version féminine du basket-ball appartient au début du siècle à la Fédération des sociétés féminines sportives de France et au Rayon sportif féminin. Les équipes sont souvent constituées par des athlètes qui prolongent leur carrière sportive dans cette discipline qui contribue à leur entraînement hivernal telle la championne Marguerite Radideau des Linnet's Saint-Maur. Ainsi en 1934 lors des derniers Jeux mondiaux féminins organisés à Londres Lucienne Velu, une autre championne d'athlétisme licenciée au même club que Marguerite, est capitaine de l’équipe de France de basket qui bat les États-Unis par 34 à 23 le 11 août 1934 au White Hall et devient ainsi la première équipe féminine française championne du monde de l'histoire du sport. Il faut attendre 1936 pour que le basket-ball féminin soit rattaché à la FFBB.
L'année précédente, l'équipe de France masculine a disputé sa première compétition officielle, à savoir le championnat d'Europe de Genève. Et l'année suivante l'équipe remporte sa première médaille (bronze).

### Les années troubles (1945-1970)
La reprise après la guerre est encourageante avec une seconde place aux Jeux olympiques de Londres en 1948 avec Robert Busnel comme entraîneur.
L'équipe de France masculine obtient aussi une deuxième place au championnat d'Europe de 1949, une troisième place en 1951, 1953 et 1959 et une quatrième place aux mondiaux de 1954.
- 1949 : Création du Championnat de France masculin.
- 1951 : Création du Championnat de France féminin.
- 1952-1953 : Création de la Coupe de France masculine
- 1967 : Ouverture du championnat de France aux joueurs étrangers, à l'initiative de Robert Busnel

### Le professionnalisme (1980)
De 1971 à 1977, les « demoiselles de Clermont-Ferrand » sont le club phare du basket-ball féminin français. L'équipe participe à l'Euroligue. Bourges et Valenciennes prennent ensuite le relais jusqu'au début du XXIe siècle.
Le professionnalisme dans le basket-ball se développe partout en Europe, et la France ne reste pas sur la touche. Ainsi en 1987 est créé le Comité des clubs de haut niveau qui deviendra la Ligue nationale de basket-ball (LNB). Il s'agit d'une délégation de pouvoirs de la FFBB afin de gérer les 2 premières divisions (professionnelles) masculines.

### Les générations dorées: depuis 1999

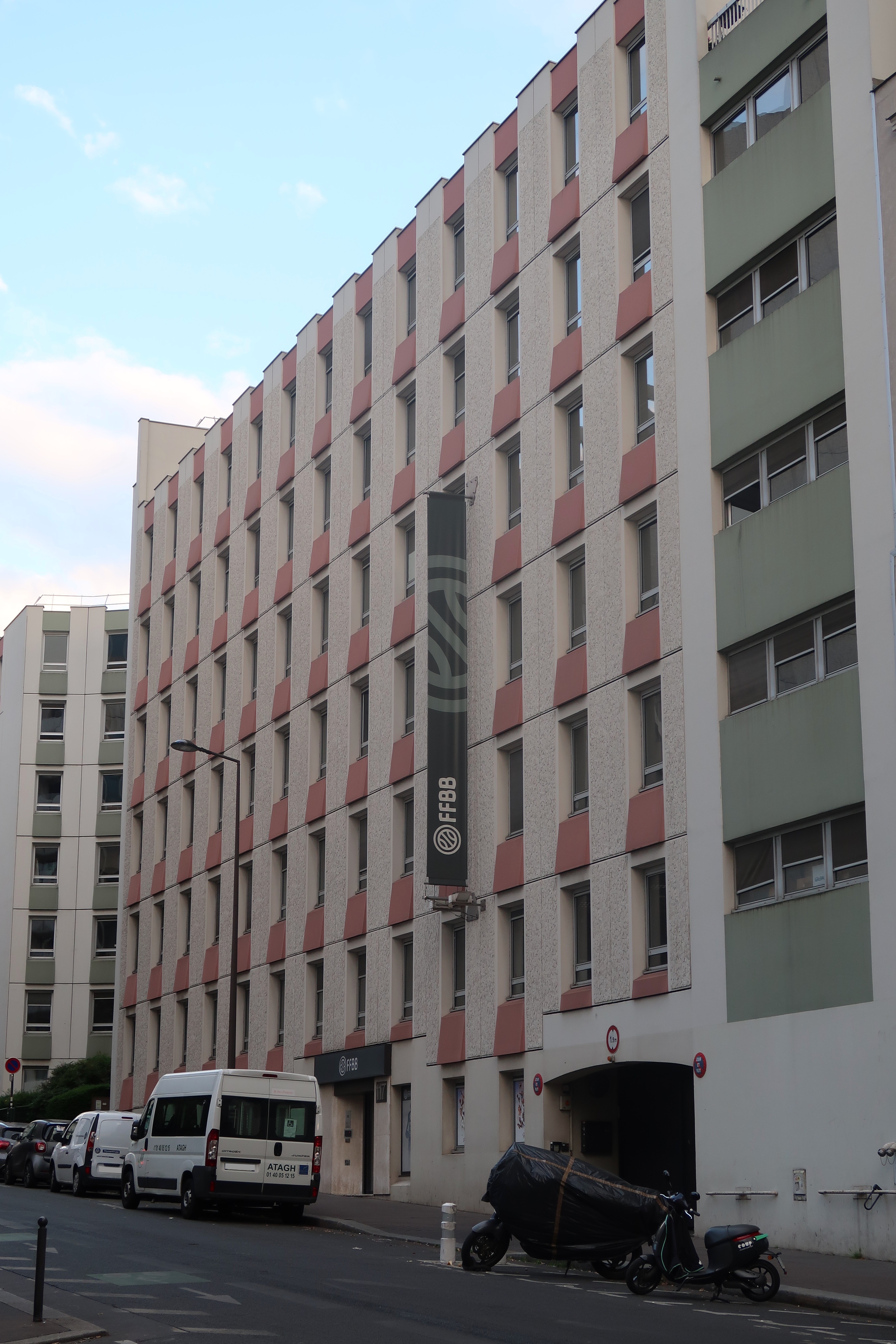
Siège au no 117 rue du Château-des-Rentiers (Paris).

Côté féminin, le basket-ball français revient au plus haut niveau en remportant d'abord une médaille d'argent à l'Euro 1999 puis deux titres en 2001 et 2009. Emmenée par Céline Dumerc, les « Braqueuses » gagnent dans la foulée une médaille d'argent olympique à Londres en 2012.
Chez les garçons, la génération des frères Didier et Thierry Gadou, Stéphane Ostrowski, Antoine Rigaudeau se hisse au quatrième rang européen en 1999 à Paris avant d'être couronnée par une médaille d'argent en finale des JO de Sydney en 2000. Cette médaille est suivie par une troisième place aux championnats d'Europe obtenue en 2005 par la génération Tony Parker - Mickaël Piétrus - Boris Diaw. Appuyés par de jeunes joueurs du plus haut niveau mondial comme Nicolas Batum et Alexis Ajinça, Parker et Diaw remportent le premier titre de champion d'Europe de l'histoire du basket-ball français en 2013.
Durant la saison 2013-2014, la FFBB dépasse officiellement la barre des 500 000 licenciés.
Si Jean-Pierre De Vincenzi avait remporté comme entraîneur le premier titre européen jeune de l'histoire du basket-ball français en 1992, les années 2000 vont voir une évolution du pays dans la hiérarchie européenne. En gagnant à Zadar le titre junior en 2000, la génération Parker ouvre une décennie de médailles pendant laquelle les équipes de France jeunes (masculins et féminins) vont remporter au moins un titre dans chaque catégorie d'âge. En 2013, cette génération est la première pour la France à remporter le championnat d'Europe.
Le président de la FFBB Jean-Pierre Siutat se réjouit de la médaille d'argent obtenue à l'Euro féminin 2015 : « On peut être déçu mais je suis très fier de ce groupe, du travail fourni par Valérie [Garnier] et son staff et par les joueuses. On se voyait peut être un peu beau je ne sais pas. Mais on a quand même battu la Russie, ça n’est pas rien. Une Russie qui ne sera pas aux JO et qui est une grande nation de basket. On a battu l’Espagne, championne d’Europe en 2013. On est tombé contre une belle équipe. Ça n’est pas un hasard si la Serbie est arrivée là. Les filles ont tout donné. On peut être déçu mais il y a beaucoup de fierté (...) On a battu le record de licenciés mais je veux insister sur le basket féminin. On est numéro 1 sur le sport collectif féminin en France. C’est vrai que le foot pousse beaucoup, on a d’ailleurs suivi l’équipe féminine au Canada. On est là depuis des années et on va continuer de travailler. Après, on n’est pas là pour être des concurrents. Mais je trouve dommage qu’on ne parle pas plus d’une victoire en quart de finale qui est synonyme de qualification pour le tournoi pré-olympique. »
Souhaitant accompagner le développement du basket-ball à trois, devenu discipline olympique en 2020, le Président de la FFBB Jean-Pierre Siutat annonce le lancement de championnats 3×3 en parallèle des traditionnels Open. Des championnats départementaux doivent commencer dès novembre 2018 avant de se développer jusqu'à l'échelon professionnel. Un club uniquement engagé en 3×3 pourra dorénavant être affilié à la Fédération. En juin 2020, la FFBB désigne Pierre Fosset président de la Commission fédérale du Circuit Pro 3×3, qui doit lancer un circuit professionnel 3×3 masculin et féminin d’octobre à avril à partir de 2020.

### Logo

Logo de la FFBB de 1994 à juin 2010
Logo de la FFBB depuis juin 2010

## Évolution du nombre de licenciés
| Saison    | Nombre de licenciés | Évolution par rapport à la saison précédente |
| --------- | ------------------- | -------------------------------------------- |
| 2002-2003 | 427 496             |                                              |
| 2003-2004 | 445 160             | +4,13 %                                      |
| 2004-2005 | 447 862             | +0,61 %                                      |
| 2005-2006 | 451 781             | +0,88 %                                      |
| 2006-2007 | 457 036             | +1,16 %                                      |
| 2007-2008 | 455 111             | -0,42 %                                      |
| 2008-2009 | 449 263             | -1,28 %                                      |
| 2009-2010 | 456 036             | +1,51 %                                      |
| 2010-2011 | 461 057             | +1,10 %                                      |
| 2011-2012 | 468 136             | +1,54 %                                      |
| 2012-2013 | 491 271             | +4,94 %                                      |
| 2013-2014 | 578 207             | +17,70 %                                     |
| 2014-2015 | 600 169             | +3,80 %                                      |
| 2015-2016 | 641 367             | +6,86 %                                      |
| 2016-2017 | 661 025             | +3,07 %                                      |
| 2017-2018 | 681 584             | +3,11 %                                      |
| 2018-2019 | 710 970             | +4,31 %                                      |
| 2019-2020 | 668 367             | -5,99 %                                      |
| 2020-2021 | 514 776             | -22,98 %                                     |
| 2021-2022 | 678 482             | +31,80 %                                     |
| 2022-2023 | 725 009             | +6,86 %                                      |
| 2023-2024 | 765 909             | +5,64 %                                      |

Les femmes représentent, lors de la saison 2023-2024, 38,0 % des licenciés totaux à la FFBB.

## Organisation
En 2007, la FFBB compte 456 074 licenciés, répartis dans les 4 400 clubs français. La Fédération s'organise en 33 ligues régionales, une ligue handi basket, 107 comités départementaux.
Les licenciés de la FFBB pratiquent la compétition dans des championnats de différents niveaux. Les championnats nationaux (Betclic Élite (ex-Pro A), Espoirs Élite (Espoirs Pro A), Pro B, Espoirs Pro B, NM1, NM2 et NM3 pour les hommes ; LFB et LF2, NF1, NF2 et NF3 pour les femmes) sont organisés par la Ligue nationale de basket-ball, la Ligue féminine ou la Fédération. Les championnats régionaux et départementaux sont gérés respectivement par les Ligues régionales et les Comités départementaux.
La FFBB organise également sept Coupes de France (Trophée Robert Busnel, Trophée Joë Jaunay, Trophée masculin, Trophée féminin, cadets, cadettes, basket-ball en entreprise) dont les finales ont lieu tous les ans au Palais omnisports de Paris-Bercy (POPB) fin mai.
Championnats séniors français:
| Niveau | Secteur     | Statut        | Championnat masculin | Championnat féminin |
| 1      | National    | Professionnel | Betclic Élite (ex-Pro A) 18 clubs                                                                                             | Ligue Féminine de Basket (LFB) 12 clubs                                                                                       |
| 2      | National    | Professionnel | Pro B 18 clubs | Ligue Féminine 2 (LF2) 12 clubs                                                                                               |
|        |             |               | | |
| 3      | National    | Amateur       | National Masculine 1 (NM1) 28 clubs (2 poules A & B, puis 3 groupes A, B & C)                                                 | Nationale Féminine 1 (NF1) 24 clubs (2 poules de 12 clubs)                                                                    |
| 4      | National    | Amateur       | National Masculine 2 (NM2) 56 clubs (4 poules de 14 clubs)                                                                    | Nationale Féminine 2 (NF2) 48 clubs (4 poules de 12 clubs)                                                                    |
| 5      | National    | Amateur       | National Masculine 3 (NM3) 126 clubs (9 poules de 14 clubs)                                                                   | Nationale Féminine 3 (NF3) 96 clubs (8 poules de 12 clubs)                                                                    |
|        |             |               | | |
| 6      | Région      | Amateur       | Prénationale Masculine (PNM)                                                                                                  | Prénationale Féminine (PNF)                                                                                                   |
| 7      | Région      | Amateur       | Régionale Masculine séniors (Division 2) (RM2)                                                                                | Régionale Féminine séniors (Division 2) (RF2)                                                                                 |
| 8      | Région      | Amateur       | Régionale Masculine séniors (Division 3) (RM3)                                                                                | Régionale Féminine séniors (Division 3) (RF3)                                                                                 |
|        |             |               | | |
| 9      | Département | Amateur       | Prérégionale Masculine (PRM)                                                                                                  | Prérégionale Féminine (PRF)                                                                                                   |
| 10     | Département | Amateur       | Départementale Masculine seniors (Division 2) (DM2)                                                                           | Départementale Féminine seniors (Division 2) (DF2)                                                                            |
| ?      | Département | Amateur       | Départementale Masculine seniors (Division n)                                                                                 | Départementale Féminine seniors (Division n)                                                                                  |
| -      | Département | Amateur       | → Le nombre de divisions en championnat départemental dépend des comités départementaux (leur nombre de clubs licenciés, ...) | → Le nombre de divisions en championnat départemental dépend des comités départementaux (leur nombre de clubs licenciés, ...) |

- Géré par la LNB (Ligue nationale de Basket)
- Géré par la FFBB (Fédération française de basket-ball)
- Géré par les Ligues Régionales
- Géré par les Comités Départementaux

Autres championnats nationaux séniors :
- Espoirs Élite (Espoirs Pro A) - géré par la LNB (Ligue nationale de Basket)
- Espoirs Pro B - géré par la LNB
- Nationale A (Handibasket)

### Les acteurs de la FFBB
La FFBB est dirigée par un comité directeur (36 membres) et par un président (les membres du comité directeur et le président sont élus pour quatre ans). Le président actuel est Jean-Pierre Hunckler (depuis 2024). Il succède à Jean-Pierre Siutat, élu en 2010 pour succéder à Yvan Mainini devenu président de la FIBA.

### Les présidents successifs
| Élection          | Nom                                                                                      |
| ----------------- | ---------------------------------------------------------------------------------------- |
| Novembre 1920     | Jean Bélanger                                                                            |
| Mai 1929          | Armand Lille                                                                             |
| Juin 1931         | Marcel Barillé                                                                           |
| 25 juin 1938      | Marie-Eugène Bouge                                                                       |
| Septembre 1940    | A. Pichon (responsable zone non occupée nord) C. Pilé (responsable zone non occupée sud) |
| 16 septembre 1944 | Charles Boizard, président intérimaire                                                   |
| 13 mars 1945      | Charles Boizard                                                                          |
| 3 juillet 1956    | Paul Geist                                                                               |
| 8 juillet 1957    | Robert Lescaret                                                                          |
| 13 décembre 1959  | René Gibard, président intérimaire                                                       |
| 5 juillet 1960    | Donatien Robin                                                                           |
| 2 juillet 1962    | Maurice Chavinier                                                                        |
| 2 juillet 1966    | Robert Busnel                                                                            |
| 13 décembre 1980  | Robert Founs                                                                             |
| 23 mars 1985      | René David                                                                               |
| 12 décembre 1992  | Yvan Mainini                                                                             |
| 13 novembre 2010  | Jean-Pierre Siutat                                                                       |
| 14 décembre 2024  | Jean-Pierre Hunckler                                                                     |

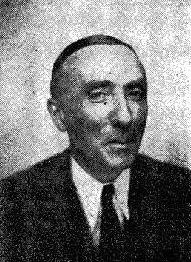
Armand Lille en 1949.
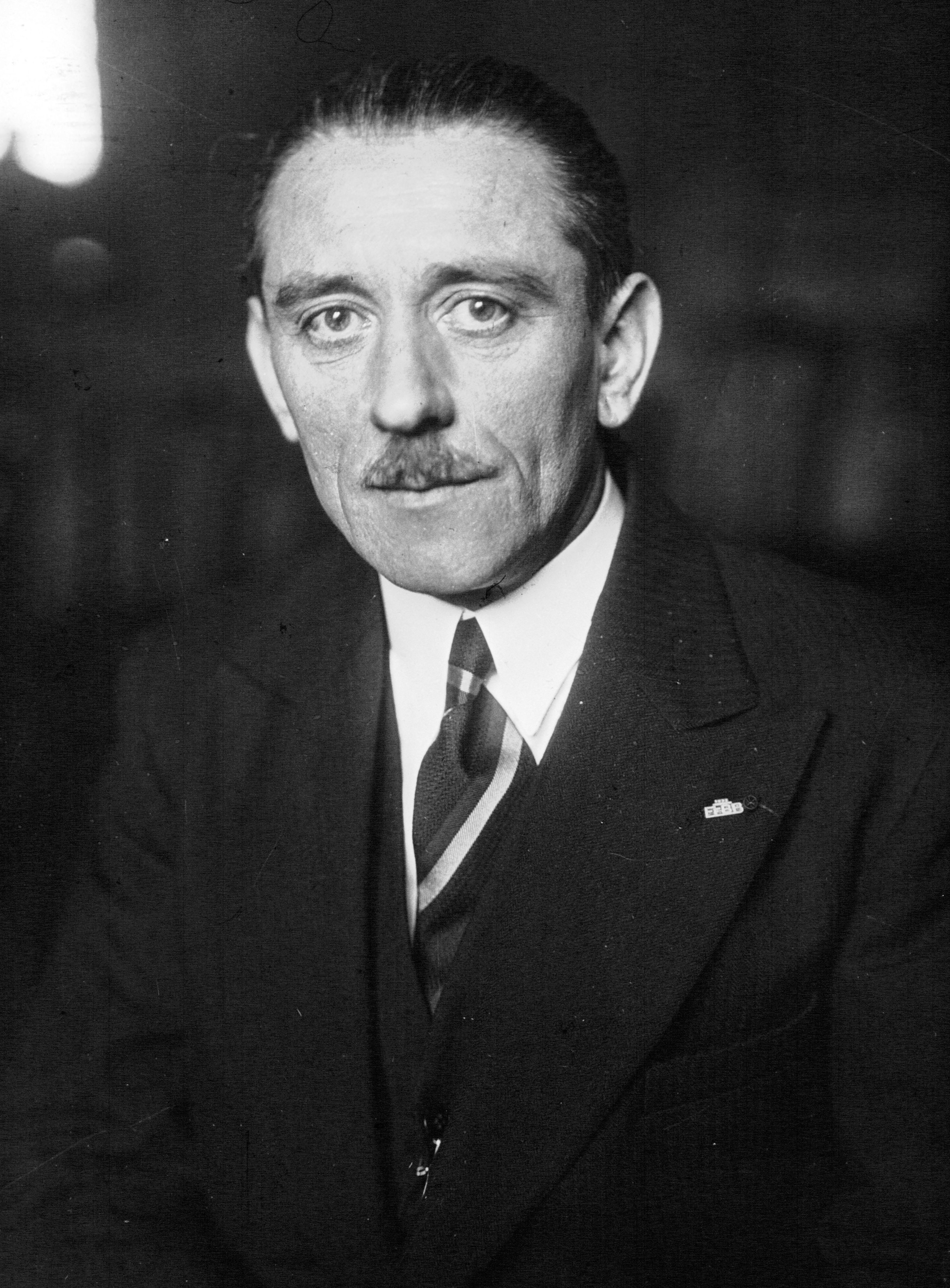
Marcel Barillé en 1932.
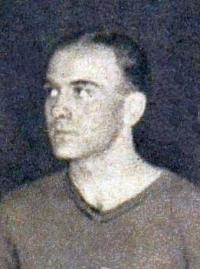
Robert Busnel en 1942.
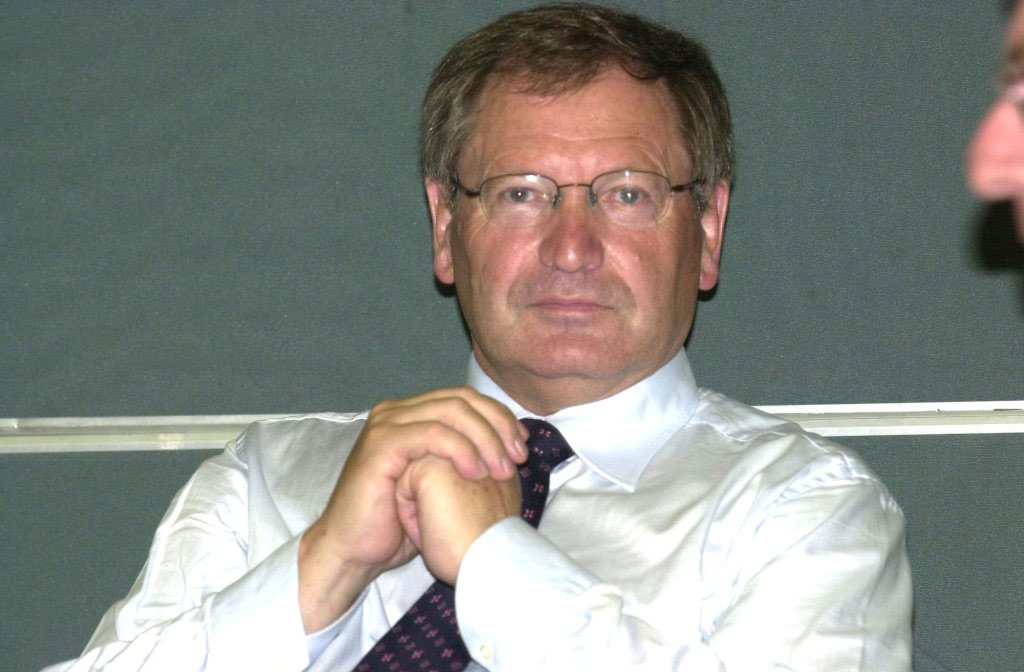
Yvan Mainini en 2008.
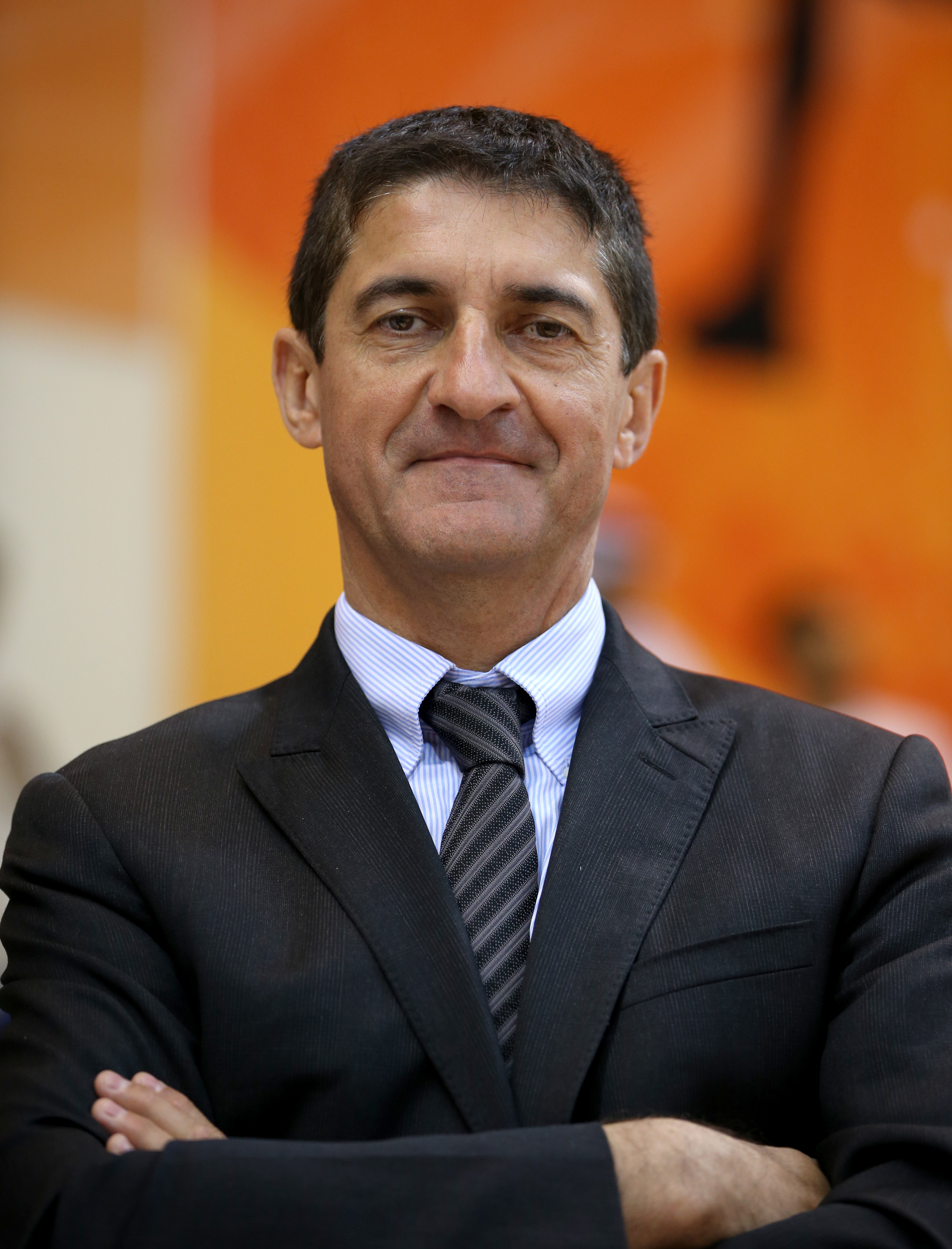
Jean-Pierre Siutat en 2015.

### Trophée Alain-Gilles
En 2015, la FFBB crée le Trophée Alain Gilles, du nom de cet ancien joueur international emblématique de l'ASVEL, qui récompense le meilleur le joueur français de l'année. Pour le président de la FFBB Jean-Pierre Siutat, « Alain Gilles, icône du basket français, nous a quitté le 18 novembre 2014. Il a marqué de son empreinte notre sport ; il nous paraissait logique et essentiel d'honorer sa mémoire à l’heure où nos joueuses et nos joueurs évoluent dans les meilleurs championnats du Monde ». Le trophée 2015 est décerné à Nando de Colo.
| Saison    | Récipiendaire du trophée |
| --------- | ------------------------ |
| 2014-2015 | Nando de Colo            |
| 2015-2016 | Nando de Colo            |
| 2016-2017 | Céline Dumerc            |
| 2017-2018 | Fabien Causeur           |
| 2018-2019 | Rudy Gobert              |
| 2019-2020 | Non décerné              |
| 2020-2021 | Nicolas Batum            |
| 2021-2022 | Laëtitia Guapo,          |
| 2022-2023 | Victor Wembanyama        |
| 2023-2024 | Gabby Williams           |

## Les rôles de la FFBB
La fédération française de basket-ball assure les missions suivantes :
- la promotion et l’éducation par les activités physiques et sportives ;
- l’accès à toutes et à tous à la pratique des activités physiques et sportives ;
- la formation et le perfectionnement des dirigeants, animateurs, formateurs et entraineurs fédéraux ;
- l’organisation et l’accession à la pratique des activités arbitrales au sein de la discipline, notamment pour les jeunes ;
- le respect des règles techniques, de sécurité, d’encadrement et de déontologie de leur discipline ;
- la délivrance des titres fédéraux ;
- l’organisation de la surveillance médicale de leurs licenciés ;
- la promotion de la coopération sportive régionale conduite par l’intermédiaire de leurs organes déconcentrés dans les Départements et Territoires d’Outre-mer ;
- la représentation des sportifs dans les instances dirigeantes.

Les moyens d’actions de la Fédération sont les suivants :
- l'organisation des compétitions de toute nature entre les associations affiliées ou leurs membres, les Comités Départementaux, les Ligues Régionales, toutes manifestations de basket-ball sur le plan local, national ou international, ainsi que les sélections de toute nature ;
- l’organisation d’activités ouvertes à des non-licencié(e)s ;
- l’implantation de structures de concertation à vocation interrégionale ;
- la publication d’un Bulletin officiel et de toute revue traitant du basket-ball ;
- la publication et la diffusion de toute documentation et de tous règlements relatifs à la pratique du basket-ball ;
- la tenue d’assemblées périodiques, l’organisation de cours, conférences, stages et examens ;
- l’aide morale et matérielle à ses membres.